# Värdinneförkläde
Ett värdinneförkläde är ett förkläde som används av en värdinna under en pågående fest eller bjudning. Förklädet skall se så attraktivt ut att värdinnan kan använda det för att skydda sin festklädsel, då hon lägger sista handen vid middagen, utan att känna sig obekväm inför gästerna.
Värdinneförkläden introducerades under mitten av 1900-talet då allt fler medelklassfamiljer inte längre hade råd med hemhjälp. På senare år har värdinneförklädet fått en renässans i takt med att personligheter som Tina Nordström och Martha Stewart gjort sofistikerad huslighet till något trendigt. De uppträder ofta i sina TV-program i specialdesignade förkläden, som kommit att symbolisera huslig expertis.